# European Beer Star
De European Beer Star is een jaarlijkse competitie waarbij de beste bieren in “biersoorten van Europese origine” worden verkozen. De competitie wordt georganiseerd door de Private Brauereien Deutschland, Private Brauereien Bayern en de S.I.B. (Association of Small and Independent Breweries in Europe) en werd voor het eerst gehouden in 2004 in Duitsland.
In oktober worden de bieren geproefd in de Brauakademie Doemens te Gräfelfing, nabij München door een jury van specialisten (in 2018 waren dat 144 bier- en brouwexperts uit 32 landen, verdeeld over 16 teams). In november worden de winnaars in elke categorie voorgesteld op de Brau Beviale te Neurenberg waar de bezoekers kunnen stemmen voor de Consumers’ Favourite.

Bij de eerste editie in 2004 deden er 271 bieren mee, in 2018 waren er 2344 bieren uit 51 landen ingeschreven in 65 categorieën.

## Winnaars European Beer Star Award
Deze lijst bevat de Belgische en Nederlandse winnaars.
| jaar | inzend (landen) | categorie                                   | prijs  | naam                              | brouwerij                            | land      |
| ---- | --------------- | ------------------------------------------- | ------ | --------------------------------- | ------------------------------------ | --------- |
| 2013 | 1512 (39)       | Belgian-Style Ale                           | Goud   | St-Idesbald Blond                 | Brouwerij Huyghe                     | België    |
| 2013 | 1512 (39)       | Belgian-Style Ale                           | Zilver | Kwaremont Blond                   | Brouwerij Bavik                      | België    |
| 2013 | 1512 (39)       | Belgian-Style Tripel                        | Goud   | Arend Tripel                      | Brouwerij De Ryck                    | België    |
| 2013 | 1512 (39)       | Belgian-Style Tripel                        | Zilver | Bersalis Tripel                   | Brouwerij Oud Beersel                | België    |
| 2013 | 1512 (39)       | Belgian-Style Tripel                        | Brons  | Brunehaut Bio Tripel              | Brasserie de Brunehaut               | België    |
| 2013 | 1512 (39)       | Belgian-Style Fruit Sour Ale                | Goud   | Oude Kriek Oud Beersel            | Brouwerij Oud Beersel                | België    |
| 2013 | 1512 (39)       | Belgian-Style Fruit Sour Ale                | Zilver | Liefmans Cuvée Brut               | Brouwerij Moortgat                   | België    |
| 2013 | 1512 (39)       | Belgian-Style Strong Ale                    | Zilver | Straffe Hendrik Quadrupel         | Brouwerij De Halve Maan              | België    |
| 2013 | 1512 (39)       | Belgian-Style Sour Ale                      | Goud   | Rodenbach Vintage 2010            | Brouwerij Rodenbach                  | België    |
| 2013 | 1512 (39)       | Bohemian-Style Pilsner                      | Brons  | Gulpener Château Neubourg Pilsner | Gulpener Bierbrouwerij               | Nederland |
| 2013 | 1512 (39)       | Dry Stout                                   | Goud   | Jopen Extra Stout                 | Brouwerij Jopenkerk                  | Nederland |
| 2013 | 1512 (39)       | Specialty Honey Beer                        | Goud   | Koning Honing                     | SNAB                                 | Nederland |
| 2012 | 1366 (45)       | Belgian-Style Ale                           | Goud   | Affligem Blond                    | Alken-Maes                           | België    |
| 2012 | 1366 (45)       | Specialty Honey Beer                        | Goud   | Barbãr                            | Brasserie Lefebvre                   | België    |
| 2012 | 1366 (45)       | Begian-Style Fruit Sour Ale                 | Goud   | Rodenbach Caractère Rouge         | Brouwerij Rodenbach                  | België    |
| 2012 | 1366 (45)       | Begian-Style Ale                            | Zilver | Maneblusser                       | Brouwerij Het Anker                  | België    |
| 2012 | 1366 (45)       | Belgian-Style Dubbel                        | Zilver | Petrus Dubbel Bruin               | Brouwerij Bavik                      | België    |
| 2012 | 1366 (45)       | Belgian-Style Tripel                        | Zilver | Arend Tripel                      | Brouwerij De Ryck                    | België    |
| 2012 | 1366 (45)       | Belgian-Style Sour Ale                      | Zilver | Petrus Aged Pale                  | Brouwerij Bavik                      | België    |
| 2012 | 1366 (45)       | Belgian-Style Strong Ale                    | Brons  | Gauloise 10                       | Brasserie du Bocq                    | België    |
| 2011 | 1113 (39)       | Belgian-Style Strong Ale                    | Goud   | St-Feuillien Grand Cru            | Brasserie St-Feuillien               | België    |
| 2011 | 1113 (39)       | Belgian-Style Strong Ale                    | Brons  | Straffe Hendrik Quadrupel         | Brouwerij De Halve Maan              | België    |
| 2011 | 1113 (39)       | Belgian-Style Ale                           | Goud   | Jopen Hoppenbier                  | Brouwerij Jopenkerk                  | Nederland |
| 2011 | 1113 (39)       | Belgian-Style Ale                           | Zilver | Steenuilke                        | Brouwerij De Ryck                    | België    |
| 2011 | 1113 (39)       | Belgian-Style Dubbel                        | Zilver | Jopen Bokbier                     | Brouwerij Jopenkerk                  | Nederland |
| 2011 | 1113 (39)       | Belgian-Style Dubbel                        | Brons  | Steenbrugge Dubbel                | Palm Breweries                       | België    |
| 2011 | 1113 (39)       | Belgian-Style Tripel                        | Goud   | Straffe Hendrik                   | Brouwerij De Halve Maan              | België    |
| 2011 | 1113 (39)       | Belgian-Style Tripel                        | Brons  | Arend Tripel                      | Brouwerij De Ryck                    | België    |
| 2011 | 1113 (39)       | Herb and Spice Beer                         | Zilver | Jopen Koyt                        | Brouwerij Jopenkerk                  | Nederland |
| 2011 | 1113 (39)       | Belgian-Style Gueuze Lambic                 | Zilver | L'Enfant Terrible                 | Brouwerij De Dochter van de Korenaar | België    |
| 2010 | 955 (34)        | Belgian-Style Strong Ale                    | Goud   | Adriaen Brouwer Dark Gold         | Brouwerij Roman                      | België    |
| 2010 | 955 (34)        | Belgian-Style Strong Ale                    | Brons  | Hopus                             | Brasserie Lefebvre                   | België    |
| 2010 | 955 (34)        | Belgian-Style Ale                           | Goud   | Brugse Zot Blond                  | Brouwerij De Halve Maan              | België    |
| 2010 | 955 (34)        | Belgian-Style Ale                           | Zilver | 1410                              | SNAB                                 | Nederland |
| 2010 | 955 (34)        | Belgian-Style Dubbel                        | Goud   | Brugse Zot Dubbel                 | Brouwerij De Halve Maan              | België    |
| 2010 | 955 (34)        | Belgian-Style Dubbel                        | Zilver | Gouden Carolus Classic            | Brouwerij Het Anker                  | België    |
| 2010 | 955 (34)        | Belgian-Style Dubbel                        | Brons  | Petrus Dubbel                     | Brouwerij Bavik                      | België    |
| 2010 | 955 (34)        | Belgian-Style Tripel                        | Goud   | Gouden Carolus Tripel             | Brouwerij Het Anker                  | België    |
| 2010 | 955 (34)        | Belgian-Style Tripel                        | Zilver | La Guillotine                     | Brouwerij Huyghe                     | België    |
| 2010 | 955 (34)        | Belgian-Style Tripel                        | Brons  | Jopen Tripel                      | Brouwerij Jopenkerk                  | Nederland |
| 2010 | 955 (34)        | Dry Stout                                   | Zilver | Jopen Extra Stout                 | Brouwerij Jopenkerk                  | Nederland |
| 2010 | 955 (34)        | English-Style Golden Ale                    | Zilver | Jopen Gerstebier                  | Brouwerij Jopenkerk                  | Nederland |
| 2010 | 955 (34)        | German-Style Dunkler Bock                   | Brons  | Ezelenbok                         | SNAB                                 | Nederland |
| 2010 | 955 (34)        | Specialty Honey Beer                        | Zilver | Barbãr                            | Brasserie Lefebvre                   | België    |
| 2009 | 836             | German-Style Dunkler Bock                   | Zilver | IJsbok                            | SNAB                                 | Nederland |
| 2009 | 836             | Belgian-Style Ale                           | Goud   | Gauloise Ambrée                   | Brasserie du Bocq                    | België    |
| 2009 | 836             | Belgian-Style Ale                           | Zilver | Affligem Blond                    | Affligem Brouwerij                   | België    |
| 2009 | 836             | Belgian-Style Ale                           | Brons  | Brugse Zot Blond                  | Brouwerij De Halve Maan              | België    |
| 2009 | 836             | Belgian-Style Dubbel                        | Goud   | Brugse Zot Dubbel                 | Brouwerij De Halve Maan              | België    |
| 2009 | 836             | Belgian-Style Dubbel                        | Zilver | Malheur 12°                       | Brouwerij De Landtsheer              | België    |
| 2009 | 836             | Belgian-Style Dubbel                        | Brons  | Gauloise Brune                    | Brasserie du Bocq                    | België    |
| 2009 | 836             | Belgian-Style Strong Ale                    | Goud   | Omer.                             | Brouwerij Bockor                     | België    |
| 2009 | 836             | Belgian-Style Strong Ale                    | Zilver | Bush Amber Tripel                 | Brasserie Dubuisson                  | België    |
| 2009 | 836             | Belgian-Style Strong Ale                    | Brons  | Malheur 10°                       | Brouwerij De Landtsheer              | België    |
| 2009 | 836             | Belgian-Style Tripel                        | Goud   | Straffe Hendrik                   | Brouwerij De Halve Maan              | België    |
| 2009 | 836             | Belgian-Style Tripel                        | Zilver | Gouden Carolus Tripel             | Brouwerij Het Anker                  | België    |
| 2009 | 836             | Belgian-Style Tripel                        | Brons  | Affligem Tripel                   | Affligem Brouwerij                   | België    |
| 2009 | 836             | European-Style Lager                        | Brons  | Maes Pils                         | Alken-Maes                           | België    |
| 2009 | 836             | Herb and Spice Beer                         | Goud   | Jopen Koyt                        | Brouwerij Jopenkerk                  | Nederland |
| 2008 | 688             | Belgian-Style Ale                           | Goud   | Affligem Blond                    | Affligem Brouwerij                   | België    |
| 2008 | 688             | Belgian-Style Ale                           | Brons  | Brugse Zot Blond                  | Brouwerij De Halve Maan              | België    |
| 2008 | 688             | Belgian-Style Dubbel                        | Goud   | Malheur 12°                       | Brouwerij De Landtsheer              | België    |
| 2008 | 688             | Belgian-Style Dubbel                        | Zilver | Brugse Zot Dubbel                 | Brouwerij De Halve Maan              | België    |
| 2008 | 688             | Belgian-Style Tripel                        | Goud   | Arend Tripel                      | Brouwerij De Ryck                    | België    |
| 2008 | 688             | Belgian-Style Tripel                        | Zilver | Affligem Tripel                   | Affligem Brouwerij                   | België    |
| 2008 | 688             | Top fermented beer with alternative cereals | Brons  | Gulpener Korenwolf                | Gulpener Bierbrouwerij               | Nederland |
| 2007 | 575             | Belgian-Style Ale                           | Goud   | Affligem Blond                    | Affligem Brouwerij                   | België    |
| 2007 | 575             | Belgian-Style Ale                           | Zilver | Brugse Zot Blond                  | Brouwerij De Halve Maan              | België    |
| 2007 | 575             | Belgian-Style Ale                           | Brons  | Sloeber                           | Brouwerij Roman                      | België    |
| 2007 | 575             | Belgian-Style Dubbel                        | Goud   | Gouden Carolus Classic            | Brouwerij Het Anker                  | België    |
| 2007 | 575             | Belgian-Style Dubbel                        | Zilver | Affligem Dubbel                   | Affligem Brouwerij                   | België    |
| 2007 | 575             | Belgian-Style Dubbel                        | Brons  | Brugse Zot Dubbel                 | Brouwerij De Halve Maan              | België    |
| 2007 | 575             | Belgian-Style Tripel                        | Goud   | Malheur 10°                       | Brouwerij De Landtsheer              | België    |
| 2007 | 575             | Belgian-Style Tripel                        | Zilver | Affligem Tripel                   | Affligem Brouwerij                   | België    |
| 2007 | 575             | Belgian-Style Tripel                        | Brons  | Arend Tripel                      | Brouwerij De Ryck                    | België    |
| 2007 | 575             | Specialty Honey Beer                        | Goud   | Koning Honing                     | SNAB                                 | Nederland |
| 2006 | 440             |                                             |        |                                   |                                      |           |
| 2005 | 400             |                                             |        |                                   |                                      |           |
| 2004 | 271             |                                             |        |                                   |                                      |           |